# Кройер, Мария
Мария Марта Матильда Кройер, урождённая Трипке (дат. Maria Martha Mathilde Krøyer-Triepcke; 11 июня 1867, Фредериксберг — 25 мая 1940, Стокгольм) — датская художница и архитектор.

## Жизнь и творчество
Родилась в немецкой семье владельца ткацкой фабрики, выросла в Копенгагене. Училась рисованию в частной школе Карла Томсена. В 1888 году приехала в Париж, где вместе с Анной Анкер изучала живопись под руководством художников Гильома Куртуа, А. Ф. Ролля и Пюви де Шаванна.
В 1887 году познакомилась с художником Педером Северином Кройером, который был на 16 лет старше её, и позировала для его картины «Дуэт». В следующем году она встретилась с ним в Париже; 23 июля 1889 года в Аугсбурге, где тогда жили её родители, вышла за него замуж. Во время свадебного путешествия по Германии, Франции и Италии — в Италии переболела тифом. Вернувшись в 1891 году в Данию, Кройеры жили в рыбацкой деревушке Скаген. Здесь у них возник конфликт с художником Вигго Юхансеном и его женой Мартой, в результате которого Юхансены покинули Скаген и в течение 25 лет туда не приезжали.
Её первая выставка работ состоялась в 1888 году во дворце Шарлоттенборг. Также участвовала в организации Свободной выставки (Den frie Udstilling) в 1891 году. Наряду с ней, в этой выставке участвовали также её друзья-художники, супруги Агнес и Харальд Слотт-Мёллер, Юхан Роде, Й. Виллумсен. М. Крейер много и интенсивно работала, живопись её носила импрессионистский характер.
В самом конце XIX столетия увлеклась стилем модерн, в особенности работами английского дизайнера Ч. Р. Макинтоша, а также художников Уильяма Морриса и Эдварда Бёрн-Джонса. Для своего дома в Скагене и квартиры в Копенгагене сама мастерила мебель в стиле Ч. Макинтоша (ныне — в собрании датского Национального музея).
В 1895 году у Кройеров родилась дочь Вибеке. В 1900 году Педер Кройер серьёзно заболел, лечился в госпитале; после его выздоровления семья уехала в Германию. В 1902 году, во время поездки мужа в Париж, Мария отправилась на Сицилию, где влюбилась в шведского композитора и дирижёра Хуго Альвена. Летом 1904 года Альвен приехал к Марии в Скаген, написал здесь свою знаменитую Шведскую рапсодию (Midsommarvaka). Муж не давал Марии развода, пока она не родила в 1905 году от Альвена дочь Маргиту. Дочь Вибеке после этого не захотела оставаться с матерью и стала жить у отца. В то же время и Альвен не спешил жениться на Марии — из карьерных соображений (соблазнение и брак с разведённой женой известного датского художника могло повредить ему как руководителю церковного хора в Уппсале).
Вместе с Альвеном М. Кройер поселилась в Швеции, на берегу озера Сильян. Здесь она проявила талант архитектора, построила ряд интересных зданий в местном стиле (например, Двор Альвена (Alfvénsgården). Как художница, в этот период пишет пастелью и масляными красками. В 1912 она всё-таки вышла замуж за Альвена, однако брак был неудачен. Уже в 1928 году её муж настаивал на разводе, и в 1936 году он его получил. Последние годы жизни художница прожила в одиночестве в Стокгольме. Мария Кройер умерла в 1940 году от рака. Была похоронена на кладбище в Лександе.

## В кинематографе
- Соня Рихтер («Сельма», Швеция)
- Биргитта Йорт Сёренсен («Жена художника», Дания, 2012).